# Franziska von Hohenheim

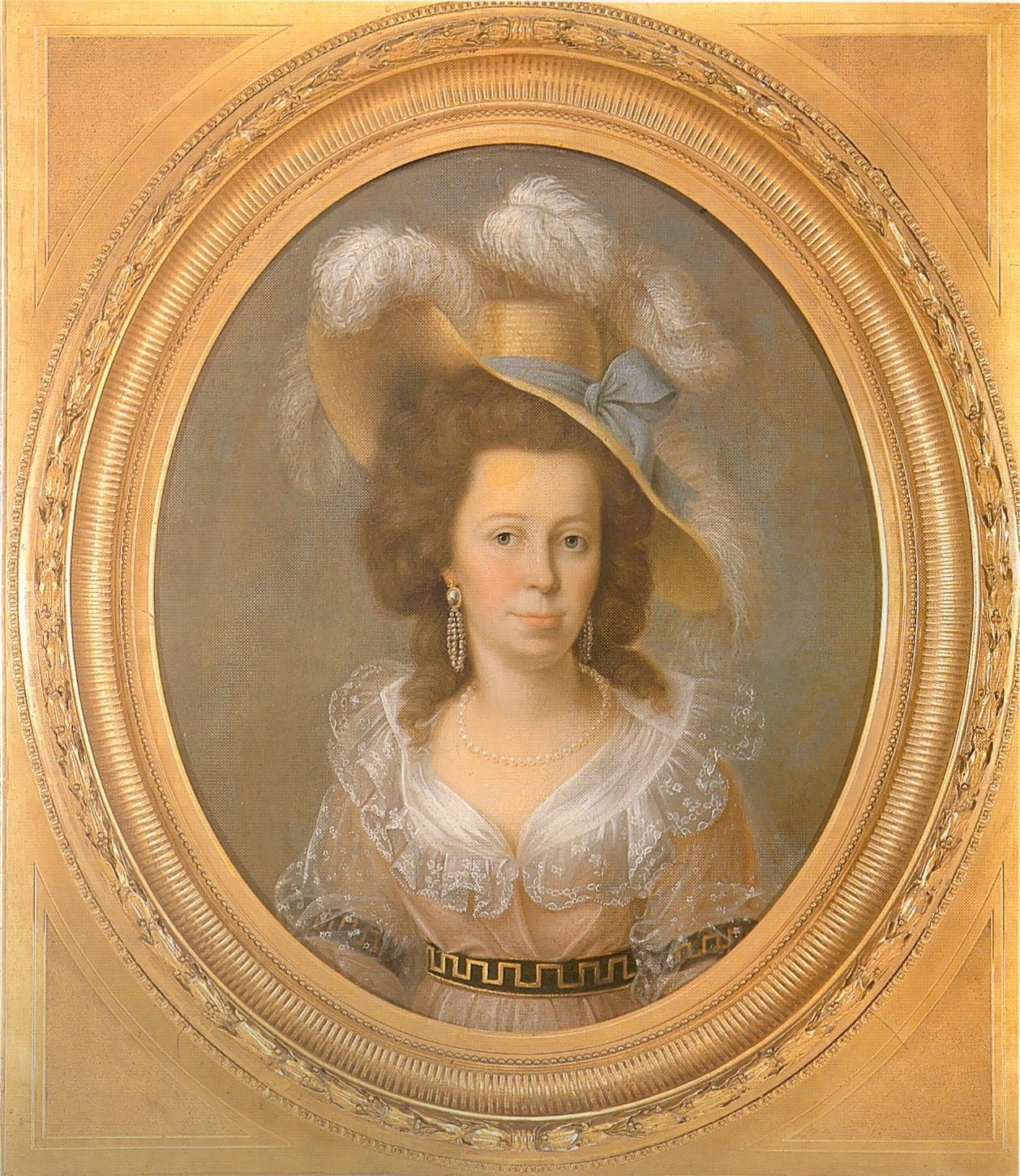
Porträt von Jakob Friedrich Weckherlin, um 1790

Franziska Theresia Reichsgräfin von Hohenheim (seit 1774, geb. Freiin von Bernerdin, 1765 Freifrau Leutrum von Ertingen) (* 10. Januar 1748 in Adelmannsfelden; † 1. Januar 1811 in Kirchheim unter Teck) war seit 1772 offizielle Mätresse, seit 1785 zweite Ehefrau von Herzog Carl Eugen von Württemberg, seit 2. Februar 1786 Herzogin von Württemberg.

## Leben

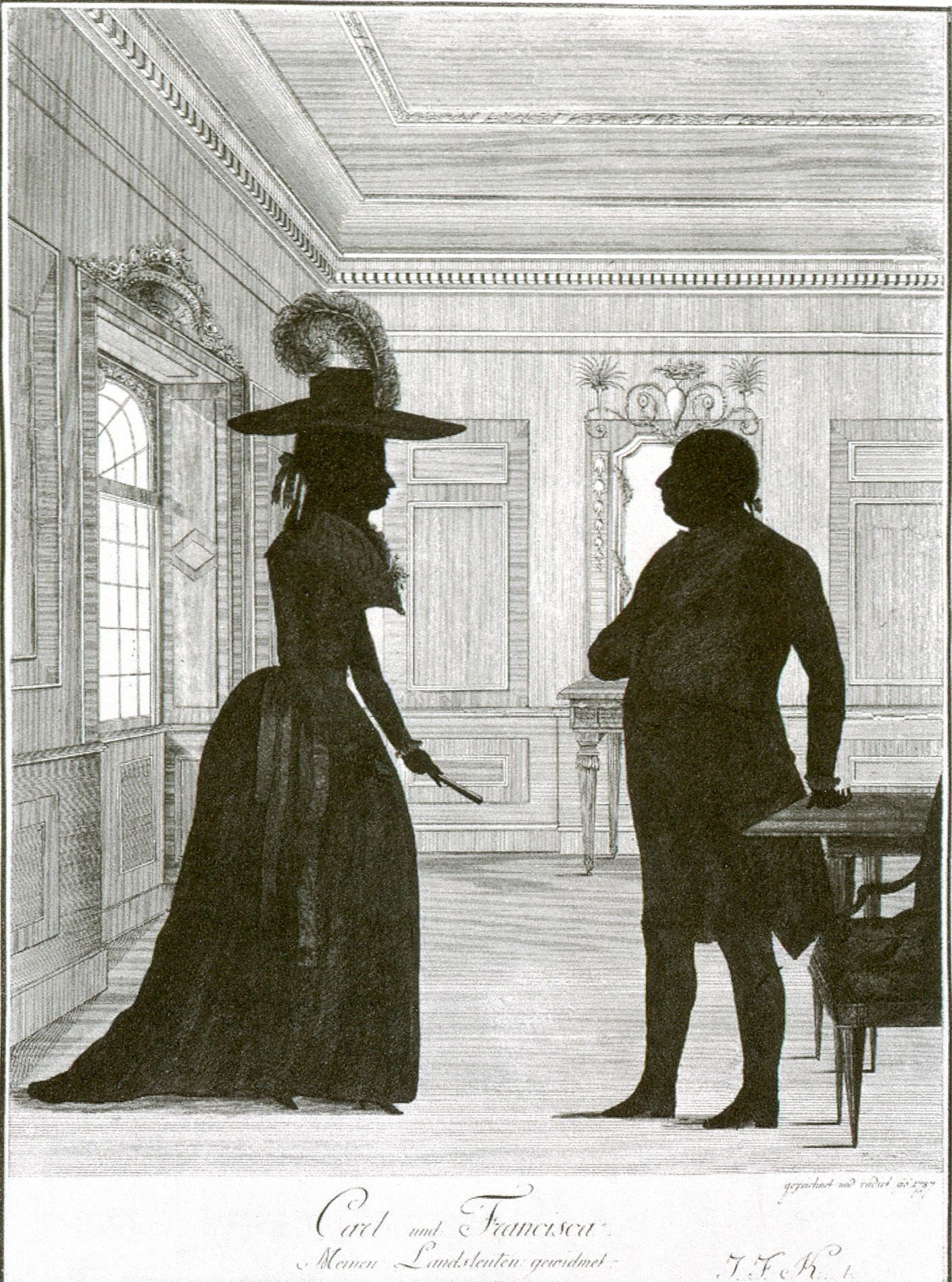
Franziska und Carl Eugen, Kupferstich von Johann Friedrich Knisel, 1787

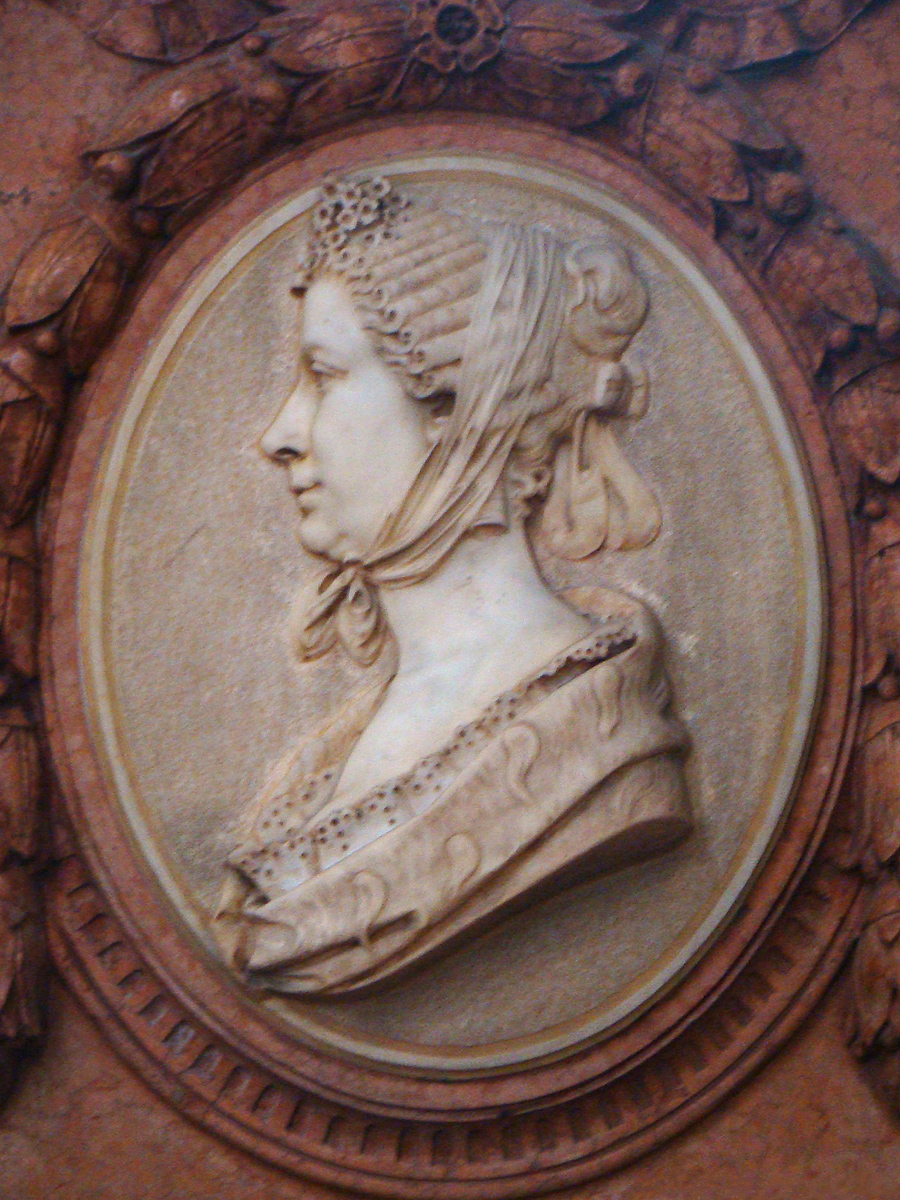
Epitaph mit Reliefbüste, 1906

Franziska wurde 1748 als Tochter des Freiherrn Ludwig Wilhelm von Bernerdin und der Johanna geb. Freiin von Vohenstein von Adelmannsfelden geboren. Von den insgesamt fünfzehn Kindern des Ehepaares erreichten außer Franziska nur vier Schwestern das Erwachsenenalter. Die Familie lebte auf Schloss Sindlingen bei Herrenberg.

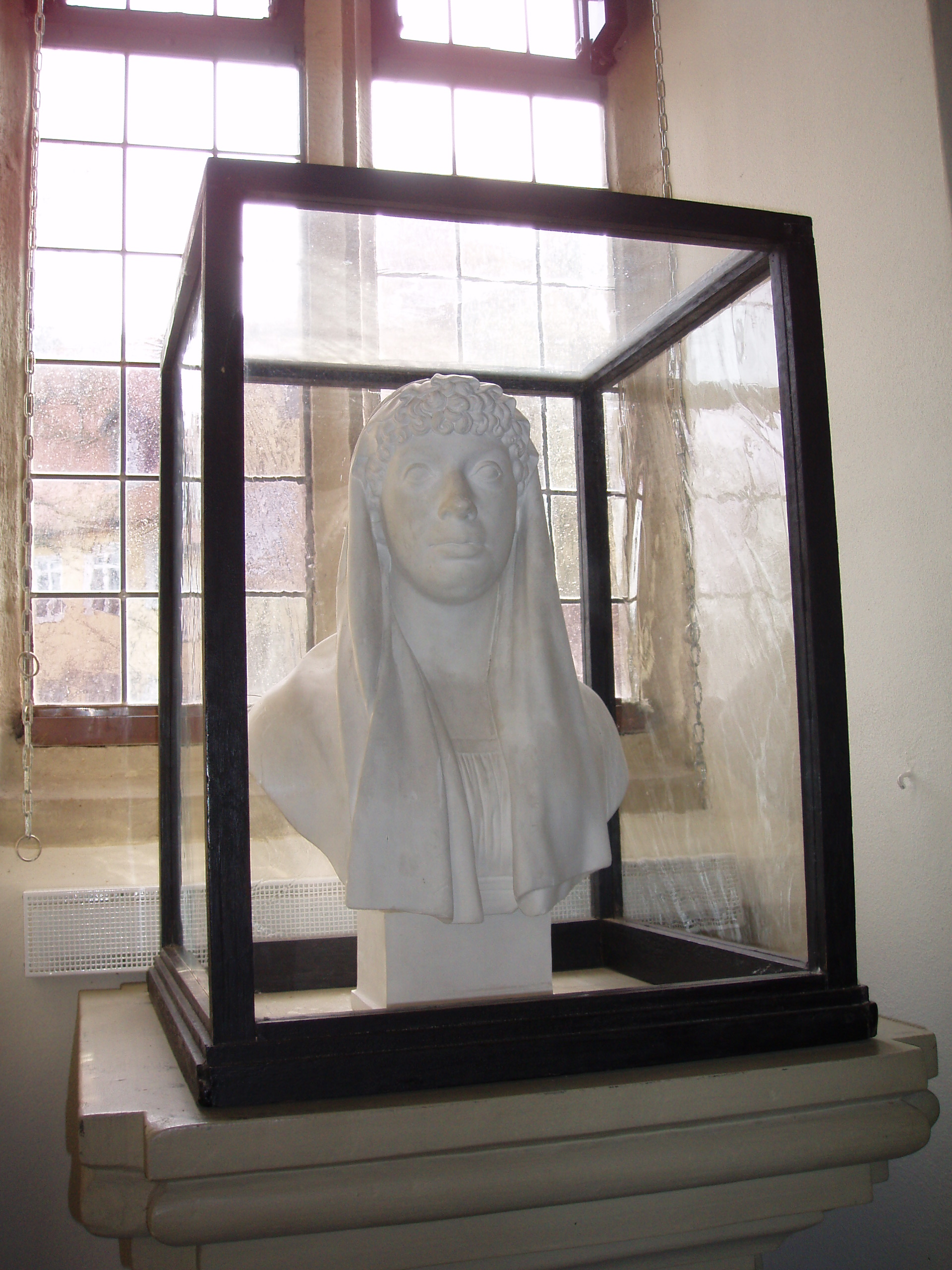
Büste von Daniel Mack, 1804, in der Kirche von (Jettingen-)Sindlingen

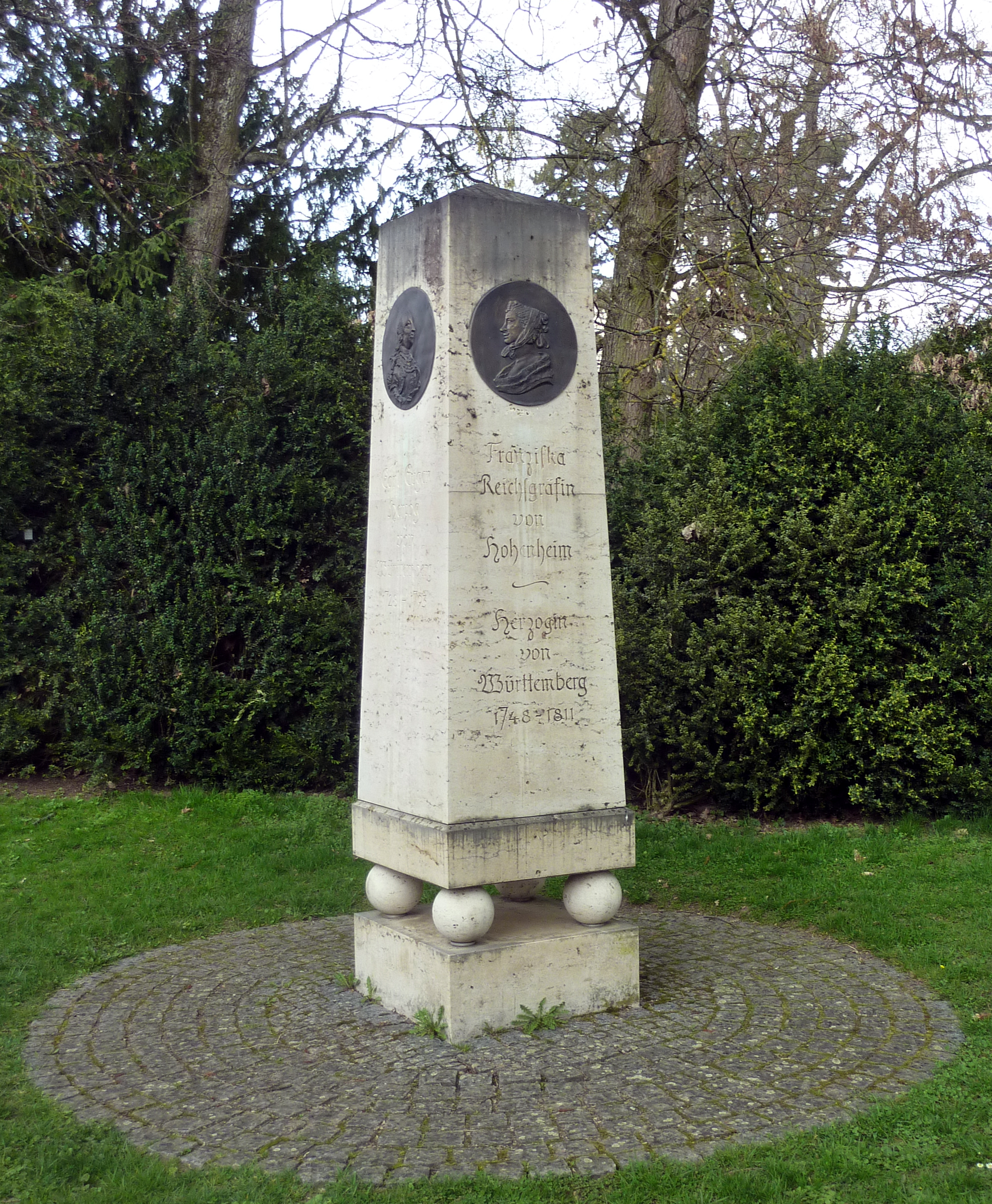
Obelisk in den Hohenheimer Gärten von Markus Wolf (1998)

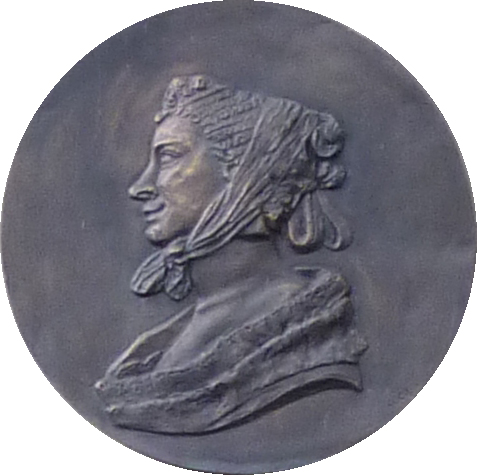
Franziska von Hohenheim, Obelisk in den Hohenheimer Gärten

1765 heiratete Franziska auf Wunsch ihrer Eltern den Freiherrn Friedrich Wilhelm Leutrum von Ertingen. Nachdem dieser zum württembergischen Kammerherrn ernannt worden war, musste das Ehepaar häufiger am württembergischen Hof erscheinen. 1769 während eines Aufenthaltes in Bad Wildbad lernte Franziska Herzog Carl Eugen näher kennen und wurde, nachdem er sich von seiner langjährigen Geliebten Teresa Bonafoni getrennt hatte, 1772 seine offizielle Maîtresse.
Am 21. Januar 1774 wurde Franziska auf Betreiben Carl Eugens zur Reichsgräfin von Hohenheim erhoben – eine weitere Rangerhöhung zur Reichsfürstin lehnte Kaiser Joseph II. ab – und führte fortan das Wappen der erloschenen Familie der Bombaste von Hohenheim. Der bei Hohenheim gelegene Garbenhof, den der Herzog ihr bereits am 10. Januar 1772 zum Geschenk gemacht hatte, wurde in den folgenden Jahrzehnten zu einer repräsentativen Schlossanlage, dem Schloss Hohenheim, ausgebaut. Besonderen Einfluss nahm Franziska auf die Gestaltung des ab 1776 angelegten englischen Landschaftsgartens (genannt „Dörfle“).
Franziska, deren Weltbild von pietistischen Vorstellungen geprägt war, litt unter der nach diesem Verständnis unmoralischen Form ihrer Beziehung zu Herzog Carl Eugen. Während ihre Ehe mit von Leutrum im beiderseitigen Einverständnis bereits 1772 von einem württembergischen Ehegericht geschieden worden war, konnte sich der katholische Carl Eugen von seiner Frau, Elisabeth Friederike Sophie von Brandenburg-Bayreuth, nicht scheiden lassen. Nach dem Tod seiner bereits 1756 endgültig nach Bayreuth zurückgekehrten ersten Gemahlin im April 1780 wollte Carl Eugen sein Franziska für diesen Fall gegebenes Eheversprechen einlösen, das er am 10. Juli 1780 nochmals wiederholte. Die katholische Kirche weigerte sich aber weiterhin, Carl Eugens Eheschließung mit einer Protestantin zuzustimmen, die nach katholischem Kirchenrecht noch verheiratet war. Nach württembergischem Hausrecht war Franziska außerdem nicht ebenbürtig, eine Ehe wäre danach morganatisch gewesen. Carl Eugen hatte jedoch nicht nur die Absicht, Franziska zu seiner rechtmäßigen Frau zu machen, sondern auch, ihr die Anerkennung als Herzogin zu verschaffen. Beide Ziele verfolgte er hartnäckig mit langfristig angelegten Strategien. Zunächst hob das Ehegericht am 7. Juli 1781 das Heiratsverbot auf, mit dem Franziska als schuldiger Teil seit ihrer Scheidung belegt war. In die Ausarbeitung eines Vertrages für die morganatische Ehe, der am 15. Mai 1784 vorlag, band Carl Eugen seinen jüngsten Bruder Friedrich Eugen ein, dessen Sohn Friedrich Wilhelm letztlich seine Nachfolge antreten würde. Am 11. Januar 1785 traute der herzogliche Hofkaplan Franziska und Carl Eugen, die Ehe wurde allerdings zunächst nicht proklamiert, dies geschah erst am 2. Februar 1786. 1790 konnte Carl Eugen schließlich mit Friedrich Eugen und Friedrich Wilhelm eine Vereinbarung erreichen: Franziska erhielt die Würde der Herzogin und Kirchheim unter Teck als Wittum, eventuelle Nachkommen blieben aber von der Erbfolge ausgeschlossen, und Friedrich Eugens Frau Friederike Dorothea Sophia, der aufgrund ihrer Herkunft ohnehin die Anrede Hoheit zustand, behielt ihren Vorrang vor Franziska. Von Papst Pius VI. wurde die Ehe erst 1791 anerkannt, nachdem der Vatikan nach einer Reihe theologischer Gutachten und Gegengutachten die Ungültigkeit Franziskas erster Ehe festgestellt hatte. Dies veranlasste schließlich auch Carl Eugens mittleren Bruder Ludwig Eugen, der selbst eine morganatische Ehe führte, zur Anerkennung Franziskas.
Nach dem Tod Carl Eugens 1793 musste Franziska Schloss Hohenheim verlassen. Im Januar 1795 bezog sie Schloss Kirchheim. Die Sommermonate verbrachte sie auf ihren Gütern, wozu ihr Elternhaus Schloss Sindlingen sowie Schloss Bächingen an der Brenz zählte, wobei sie letzteres 1805 noch lange nicht abbezahlt hatte und aufgrund ihrer nach dem Tod Carl Eugens angespannten finanziellen Lage wieder zu verkaufen versuchte. Das Verhältnis zur württembergischen Herrscherfamilie, vor allem zu ihrem Neffen König Friedrich war nach dem Tod Carl Eugens angespannt, so dass Franziska in ihren letzten Lebensjahren nur noch selten an den Stuttgarter Hof kam.
Am Neujahrstag 1811 verstarb sie im Schloss Kirchheim nach längerer Krankheit an Unterleibskrebs. Fünf Tage später wurde sie in einer Gruft im Chor der Kirchheimer Martinskirche beigesetzt, entgegen ihrem Wunsch nach Beisetzung an Carl Eugens Seite in Ludwigsburg. Die Gruft geriet in Vergessenheit und wurde 1885 wiederentdeckt. 1906 wurde vom württembergischen Geschichts- und Altertumsverein ein Marmorepitaph an der Chorsüdwand der Martinskirche angebracht. 1962 wurden die sterblichen Überreste der Franziska von Hohenheim in einen neuen Eichensarg umgebettet.
Ein Teilbestand ihrer Privatbibliothek befindet sich heute in der Württembergischen Landesbibliothek Stuttgart.

## Wirken
Die fromme und karitative Franziska genießt in Württemberg einen hervorragenden Ruf. Dank ihrer Wohltätigkeit und ihres mäßigenden Einflusses auf den Herzog wurde sie schon zu Lebzeiten als „Guter Engel Württembergs“ bezeichnet. Es gelang ihr, den unberechenbaren und prunksüchtigen Herzog zu einem fürsorglichen Landesvater umzuerziehen.
1786 gründete Franziska von Hohenheim eine Stiftung zur Unterstützung armer Kirchengemeinden in Württemberg. Sie schenkte verschiedenen Kirchengemeinden Bücher zur Bildung und Weiterbildung derer Pfarreien und Pfarrer, unter anderem die Franziska-Bibliothek in Ohnastetten.
Allerdings gab es auch Schattenseiten: So wurde der Dichter Christian F. D. Schubart, der Franziska als „Lichtputze, die glimmt und stinkt“, verspottet hatte, mit Hilfe eines Spitzels nach Blaubeuren gelockt, um ihn auf württembergischem Territorium zu verhaften. Als er im Februar 1777 in der Bergfestung Asperg zur „Umerziehung“ in den Kerker geworfen wurde, war nicht nur der Herzog, sondern auch Franziska persönlich zugegen, um sich Genugtuung zu verschaffen.
Als Witwe gewährte Franziska dem württembergischen Pietisten und Theosophen Johann Michael Hahn Aufnahme in Sindlingen, nachdem er wegen seiner Anschauungen von der württembergischen Kirche verfolgt wurde.